# Tenodera australasiae
Tenodera australasiae es una especie de mantis de la familia Mantidae.

## Distribución geográfica
Se encuentra en Sudáfrica, Malasia, Nueva Guinea, Australia, Guam, Isla de Renneil, archipiélago de Bismarck y Nueva Bretaña.